# Giovanni Battista Lenardi
Giovanni Battista Lenardi, né vers 1656 et mort en 1704, est un dessinateur et peintre italien.

## Biographie
Giovanni Battista Lenardi est né à Rome en 1656. On ne sait pas grand chose de ses origines et de sa jeunesse. Son nom apparaît pour la première fois en 1672 lorsque, à seize ans, il remporte le petit concours de dessin pour les jeunes élèves de première année de l'Accademia di San Luca. Admis à l'école, il remporte à nouveau les concours de dessin en 1673 et en 1679, arrivant ex-aequo avec Raymond Lafage sur le thème imposé de Moïse sauvé des eaux. Son maître en peinture est moins Pierre de Cortone que Lazzaro Baldi, avec qui il entretient une longue amitié jusqu'en 1698.
En 1683, il s'attelle à la composition de fresques destinées au cloître du couvent rattaché à l'église Sainte-Sabine de Rome. Au cours de ce travail, il croise Giovanni Ciampini, lequel était soucieux de notifier toute trace de mosaïques anciennes qui s'y trouvait. Ciampini prépare déjà son recueil, le Vetera Monimenta (1690) et il recrute alors Lenardi ; le lien entre Lenardi et le graveur  Arnold van Westerhout qui s'occupa de traduire ses dessins pour l'ouvrage de Ciampini, s'explique aussi par la présence à Rome de catholiques anglais, désireux de rapprocher le Saint-Siège et Londres : le rôle du cardinal Philip Howard semble sur ce point fondamental.
En 1684, il est reçu membre de la Congregazione dei Virtuosi del Pantheon, puis en 1690, membre éminent de Saint-Luc, et commence à y enseigner, atteignant le poste de premier recteur en 1699, avant de se retirer l'année suivante.
En 1686, ses dessins du carrosse de Roger Palmer, comte de Castlemaine construit par Andrea Corneli sont traduits en gravures.
En 1695, il reçoit la commande d'un dessin de parade festive mettant en scène le roi Pierre II de Portugal, également traduit en gravure par Westerhout. Vers cette époque, on compte aussi sur l'île Tibérine, dans l'église San Giovanni Calibita, deux grandes toiles peintes de sa main (La Mort de Giovanni Calibita et L'Apparition du Christ à Jean de Dieu).
Mais son œuvre la plus célèbre reste L'Enterrement de Saint André, toile toujours présente dans la basilique Sant'Andrea delle Fratte à Rome. Sa datation pose problème : la commande originelle fut faite à Baldi en 1686 sous la forme d'un triptyque, mais l'exécution de la partie réservée à Lenardi semble très postérieure.
Ses deux derniers grands tableaux, La Continence de Scipion et son pendant, Le Suicide de Brutus, sont conservés au Collegio Alberoni (it) à Piacenza mais faisaient autrefois partie de la collection personnel du cardinal Jules Alberoni.
Lenardi meurt à l'âge de quarante-huit ans, en septembre 1704, à Rome ; il est enterré dans l'église de San Nicola in Arcione, aujourd'hui disparue.
Pierre Crozat possédait entre autres le dessin du Saint Esprit descendant sur les Apôtres.

## Galerie

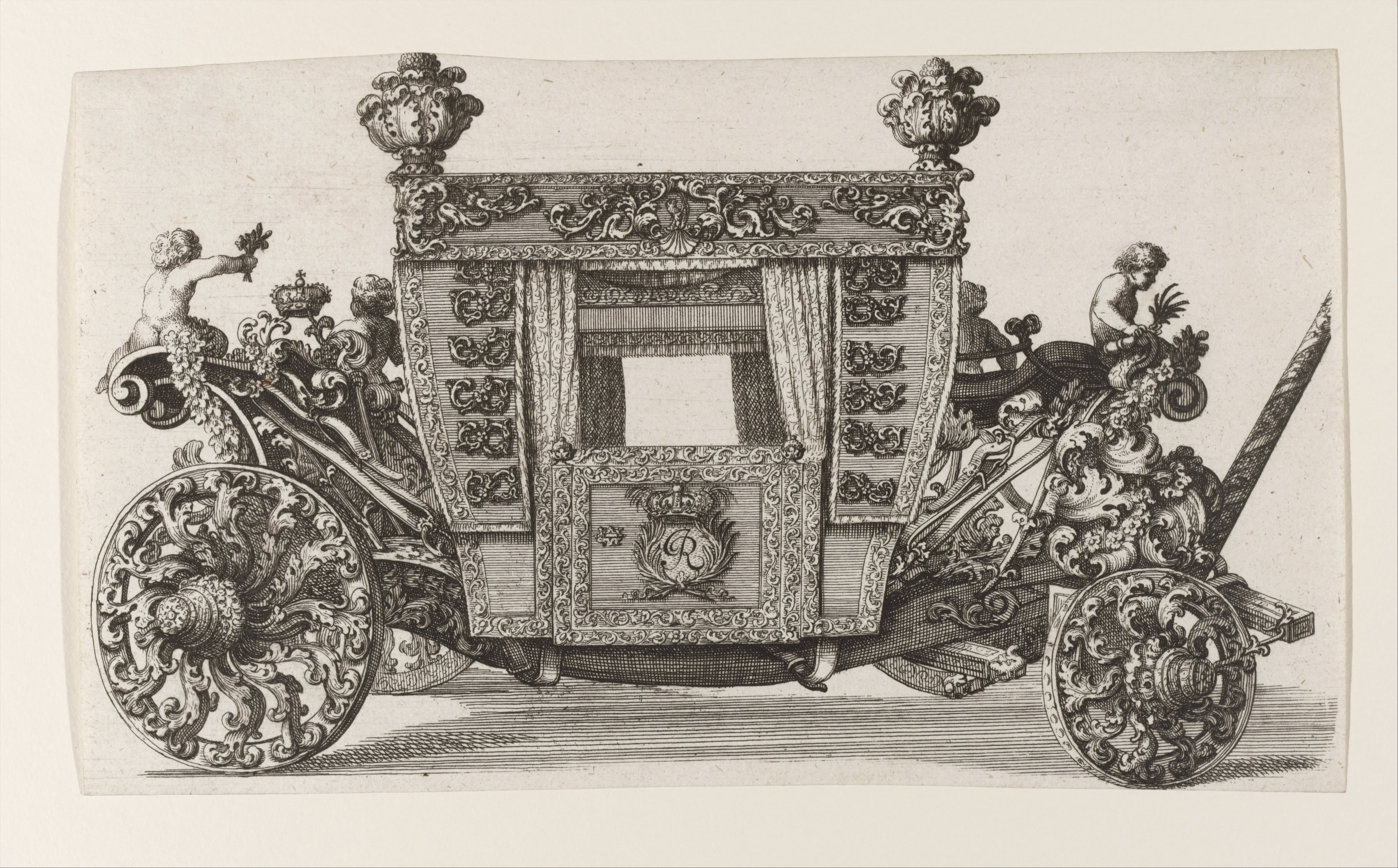
Vue du second attelage de Lors Castelmaine construit en 1686 par Andrea Corneli.
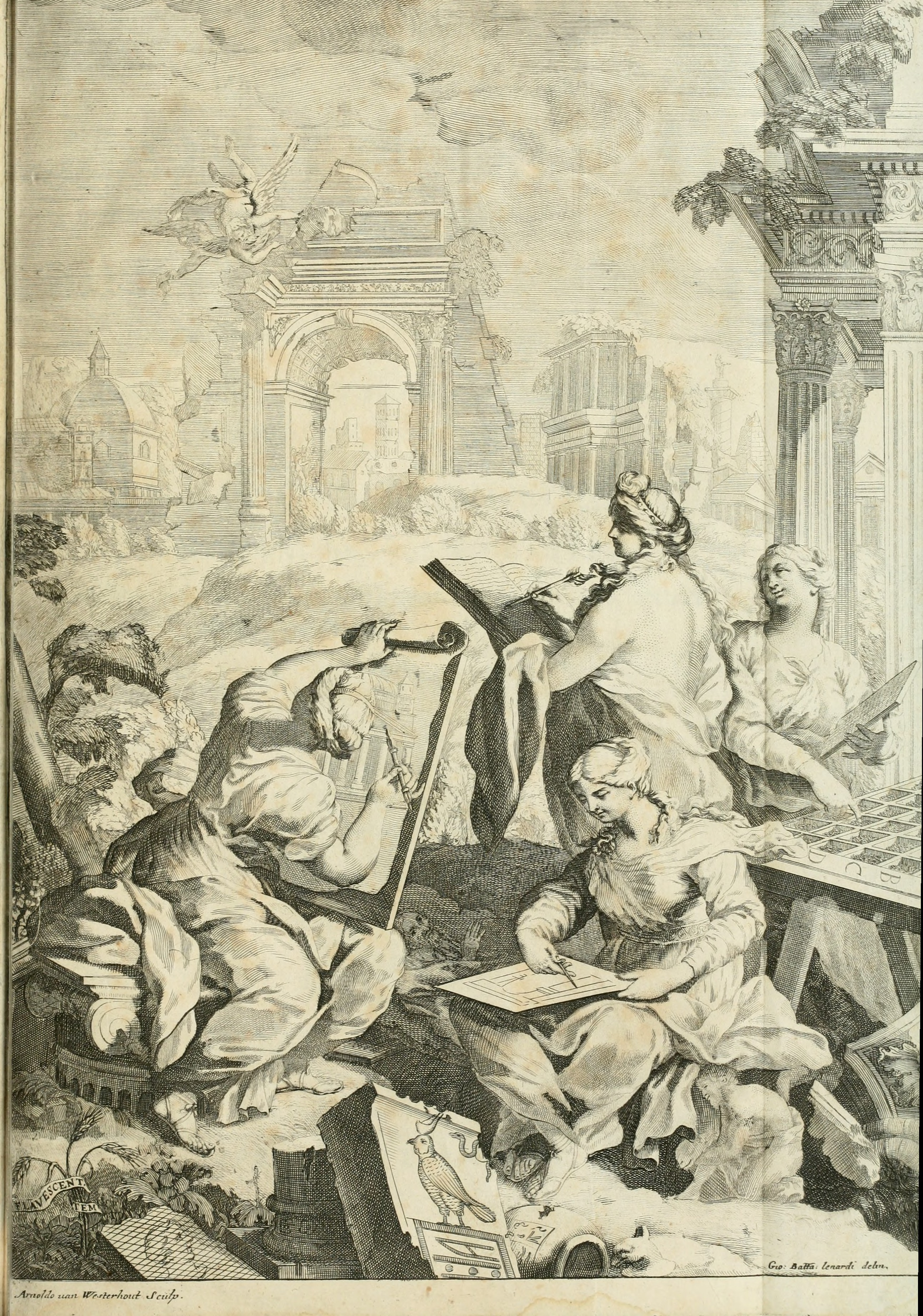
Frontispice du Vetera monimenta, gravé par Westerhout (avant 1690).
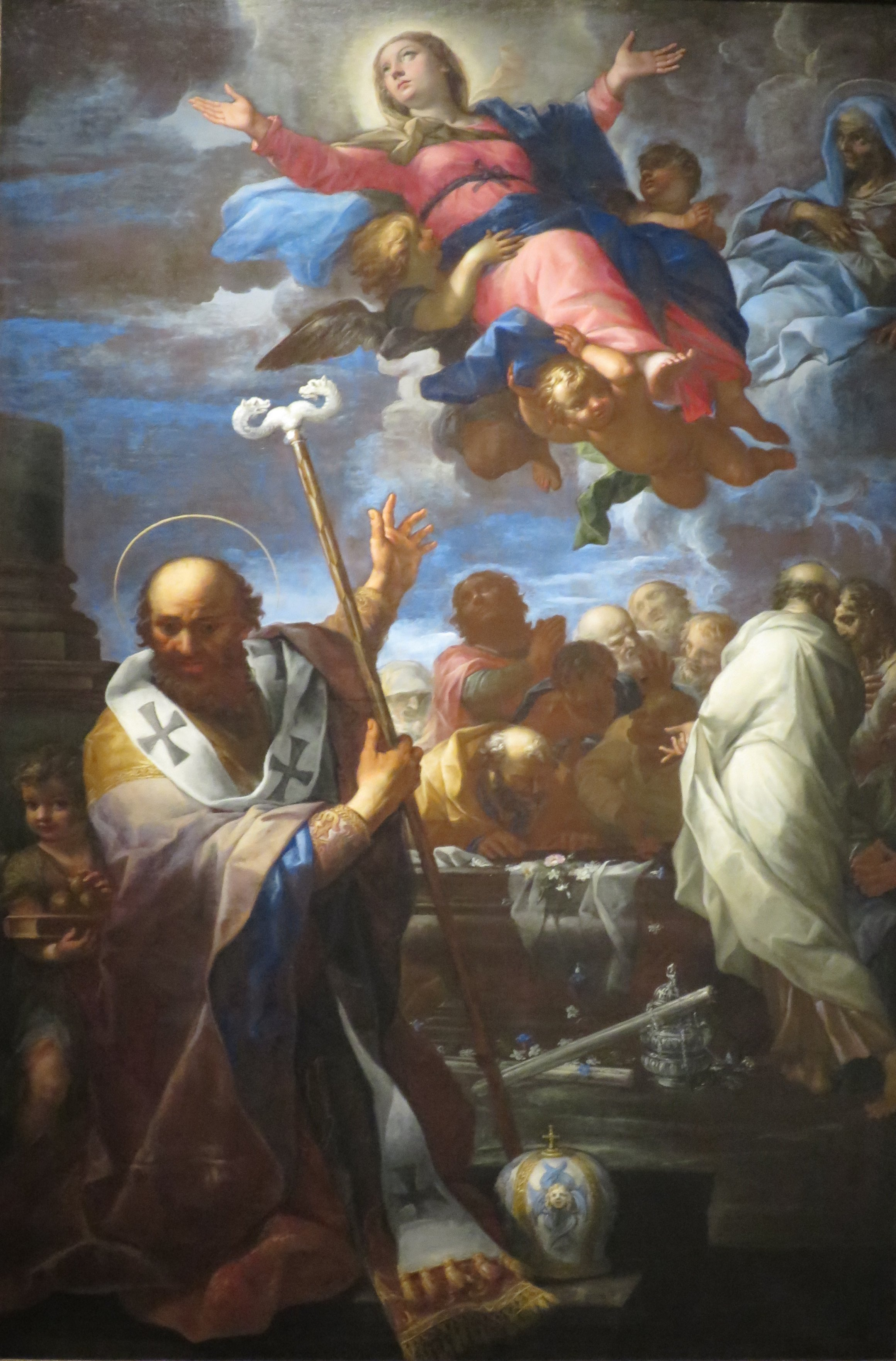
L'Assomption de la Vierge (1690), Los Angeles County Museum of Art
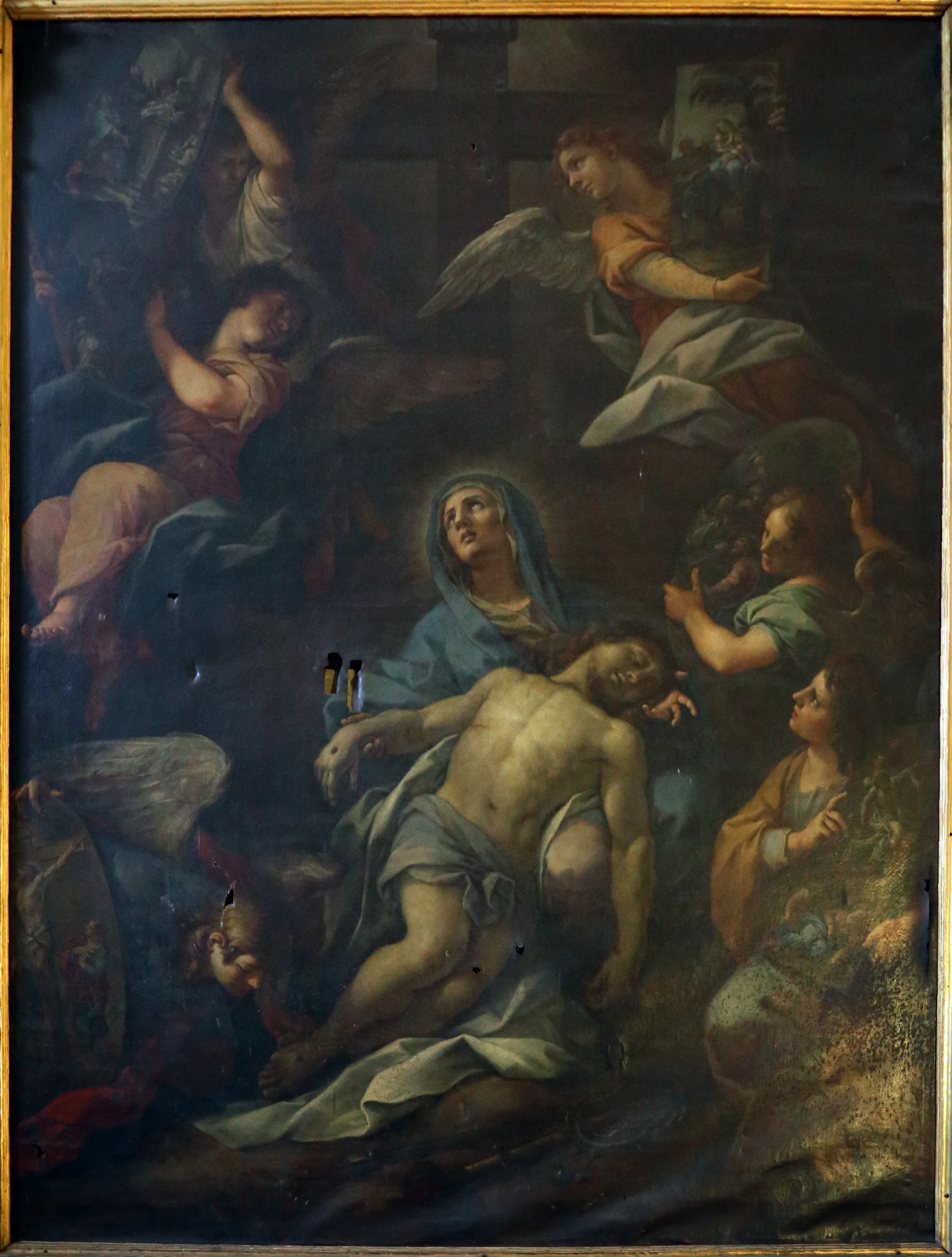
Pietà et saints (1702), Florence, collection particulière

## Conservation muséale
- Theological Allegory with the Assumption of the Virgin, Liverpool, Walker Art Gallery[4]
- La Résurrection du fils de la veuve de Naïn, huile sur toile, 119 × 166 cm, Ajaccio, musée Fesch[5].